# پیترو سکارونی
پیترو سکارونی (زادهٔ ۲۱ دسامبر ۱۹۹۵) بازیکن فوتبال اهل ایتالیا است که هم اکنون در پست مدافع برای باشگاه فوتبال پالرمو بازی می‌کند.